# Igino Coffari
Igino Coffari (Cammarata, 25 gennaio 1874 – Roma, 29 febbraio 1960) è stato un prefetto e politico italiano.

## Biografia
Prefetto di carriera, ebbe come prima sede Trapani nel 1918. Fu poi prefetto a Reggio Calabria, Venezia, Napoli e Firenze. Consigliere di Stato dal 1931 al 1944. Nel 1939 fu nominato Senatore del Regno.
Aderito al Regno del Sud, fu senatore questore dal luglio 1944 e in quanto tale fece parte della Consulta Nazionale. Nel 1946 fu per alcuni mesi Alto commissario della Regione Siciliana, fino a quando fu chiamato dal presidente provvisorio della Repubblica, Enrico De Nicola, a costituire gli uffici della Presidenza come segretario generale. Sotto la sua gestione fu emanato, il 15 maggio 1946, lo Statuto speciale della Sicilia.
Nel 1948 di diritto fu senatore della Repubblica nella prima legislatura, come previsto dalle disposizioni transitorie della Costituzione fino al 1953. Fu membro della prima commissione permanente.